# Liste der Baudenkmale in Kloster Lehnin
In der Liste der Baudenkmale in Kloster Lehnin sind alle Baudenkmale der brandenburgischen Gemeinde Kloster Lehnin und ihrer Ortsteile aufgelistet. Grundlage ist die Veröffentlichung der Landesdenkmalliste mit dem Stand vom 31. Dezember 2020. Die Bodendenkmale sind in der Liste der Bodendenkmale in Kloster Lehnin aufgeführt.

## Baudenkmale in den Ortsteilen
In den Spalten befinden sich folgende Informationen:
- ID-Nr.: Die Nummer wird vom Brandenburgischen Landesamt für Denkmalpflege vergeben. Ein Link hinter der Nummer führt zum Eintrag über das Denkmal in der Denkmaldatenbank. In dieser Spalte kann sich zusätzlich das Wort Wikidata befinden, der entsprechende Link führt zu Angaben zu diesem Denkmal bei Wikidata.
- Lage: die Adresse des Denkmales und die geographischen Koordinaten. Link zu einem Kartenansichtstool, um Koordinaten zu setzen. In der Kartenansicht sind Denkmale ohne Koordinaten mit einem roten beziehungsweise orangen Marker dargestellt und können in der Karte gesetzt werden. Denkmale ohne Bild sind mit einem blauen bzw. roten Marker gekennzeichnet, Denkmale mit Bild mit einem grünen beziehungsweise orangen Marker.
- Bezeichnung: Bezeichnung in den offiziellen Listen des Brandenburgischen Landesamtes für Denkmalpflege. Ein Link hinter der Bezeichnung führt zum Wikipedia-Artikel über das Denkmal.
- Beschreibung: die Beschreibung des Denkmales
- Bild: ein Bild des Denkmales und gegebenenfalls einen Link zu weiteren Fotos des Baudenkmals im Medienarchiv Wikimedia Commons

### Damsdorf
| ID-Nr.                           | Lage                                         | Bezeichnung                                                              | Beschreibung | Bild                                                                     |
| -------------------------------- | -------------------------------------------- | ------------------------------------------------------------------------ | --- | ------------------------------------------------------------------------ |
| 09191108                         | Alte Lindenstraße 4 (Lage)                   | Dorfschmiede                                                             | | Dorfschmiede                                                             |
| 09191125                         | Alte Lindenstraße 6, 7 (Lage)                | Amtsvorwerk, bestehend aus zwei Wohnhäusern und zwei Wirtschaftsgebäuden | | Amtsvorwerk, bestehend aus zwei Wohnhäusern und zwei Wirtschaftsgebäuden |
| 09191126 Teilobjekt zu: 09191125 | Alte Lindenstraße 7 (Lage)                   | Wohnhaus                                                                 | Es handelt sich um das Meierhaus: Eingeschossiger Ziegelbau mit Krüppelwalmdach. Datiert auf 1769/1774. Das Haus ist traufständig zur Straße ausgerichtet. | BW                                                                       |
| 09191127 Teilobjekt zu: 09191125 | Alte Lindenstraße 6 (Lage)                   | Wohnhaus                                                                 | Es handelt sich um das Schäferhaus: Eingeschossiger Ziegelbau mit Krüppelwalmdach. Erbaut im Jahre 1778. Das Haus ist ebenfalls traufständig zur Straße ausgerichtet. | Wohnhaus                                                                 |
| 09191128 Teilobjekt zu: 09191125 | Alte Lindenstraße 7 (Lage)                   | Stall                                                                    | Zweigeschossiger Ziegelbau mit Satteldach. Datiert auf ca. 1900. Der Stall steht auf der Südseite des Hofes. | Stall                                                                    |
| 09191129 Teilobjekt zu: 09191125 | Alte Lindenstraße 7 (Lage)                   | Wasserturm                                                               | Ziegelbau mit Walmdach. Datiert auf ca. 1900. Schließt an die Südseite des südlich gelegenen Stalls (Nr. 7) an. | Wasserturm                                                               |
| 09191131 Teilobjekt zu: 09191125 | Alte Lindenstraße 6 (Lage)                   | Stall                                                                    | Zweigeschossiger Ziegelbau mit Satteldach. Datiert auf ca. 1900. Der Stall steht auf der Nordseite des Hofes. | Stall                                                                    |
| 09190688                         | Am Chausseehaus, Alte Berliner Straße (Lage) | Chausseehaus                                                             | Das Haus wurde in den 1880er Jahren errichtet und bis 1914 als Chausseegeld-Hebestelle genutzt. Es ist ein eingeschossiges Haus mit einem Satteldach. Erbaut wurde es aus gelben Ziegel. | Chausseehaus                                                             |
| 09190132 Wikidata                | Damsdorfer Dorfstraße (Lage)                 | Dorfkirche                                                               | Der Bau wurde 1776/77 an der Stelle einer kleinen baufälligen Feldsteinkirche mit hölzernem Turmaufsatz errichtet. Der Turmunterbau wurden in den Neubau einbezogen. In den Jahren 1903/04 wurde die Kirche nach einem Blitzeinschlag renoviert. Eine weitere Renovierung fand von 1999 bis 2004 statt. Dabei wurde auch der Innenraum erneuert. | weitere Bilder                                                           |
| 09191227 Teilobjekt zu: 09190132 | Damsdorfer Dorfstraße (Lage)                 | Orgel                                                                    | Das Instrument stammt vom Niemegker Orgelbauer Gottfried Wilhelm Baer aus dem Jahr 1860. | BW                                                                       |
| 09192524 Teilobjekt zu: 09190132 | Damsdorfer Dorfstraße (Lage)                 | Glocke                                                                   | Die Glocke wurde im Jahr 1326 gegossen. | BW                                                                       |

### Emstal
| ID-Nr.                           | Lage                                               | Bezeichnung                      | Beschreibung | Bild           |
| -------------------------------- | -------------------------------------------------- | -------------------------------- | --- | -------------- |
| 09191021 Wikidata                | Emstaler Hauptstraße (Lage)                        | Dorfkirche                       | 1875 bis 1891 aus Umbau eines Vorgängerbaus aus Fachwerk hervorgegangen. Ein Vorgängerbau brannte 1709 nieder, an seiner Stelle wurde 1711 eine Fachwerkkirche errichtet | weitere Bilder |
| 09191256 Teilobjekt zu: 09191021 | Emstaler Hauptstraße (Lage)                        | Orgel                            | | BW             |
| 09192566 Teilobjekt zu: 09191021 | Emstaler Hauptstraße (Lage)                        | Glocke                           | | BW             |
| 09190142                         | Emstaler Hauptstraße / Alte Lehniner Straße (Lage) | Vier Backöfen, auf dem Dorfplatz | Die Backöfen wurden in der zweiten Hälfte des 19. Jahrhunderts errichtet. Diese Backöfen wurden von Büdner und Schifferstellen genutzt. Je zwei Familien telten sich ein Backofen. Die Öfen waren bis in die 1950er Jahre in Betrieb, danach verfielen sie. Ab 1995 wurden sie wieder instand gesetzt, seit 2001 gibt es das Backofenmuseum. | weitere Bilder |

### Göhlsdorf
| ID-Nr.                           | Lage               | Bezeichnung | Beschreibung | Bild           |
| -------------------------------- | ------------------ | ----------- | --- | -------------- |
| 09190173                         | Kirchstraße (Lage) | Dorfkirche  | Neoromanische Kirche, 1865 bis 1867 anstelle eines Vorgängerbaus aus Feldsteinen errichtet, dessen Turm in den Neubau einbezogen wurde. Steine des abgebrochenen Schiffes wurden als Baumaterial wieder verwendet. | weitere Bilder |
| 09191234 Teilobjekt zu: 09190173 | Kirchstraße (Lage) | Orgel       | | BW             |
| 09192530 Teilobjekt zu: 09190173 | Kirchstraße (Lage) | Glocke      | | BW             |

### Grebs
| ID-Nr.                           | Lage                    | Bezeichnung  | Beschreibung | Bild           |
| -------------------------------- | ----------------------- | ------------ | --- | -------------- |
| 09190199 Wikidata                | Dorfanger (Lage)        | Dorfkirche   | 1903/04 an Stelle einer Fachwerkkirche von etwa 1720 errichtet. Die alte Kirche wurde abgebrochen. Neubau in stilisierten neugotischen Formen. | weitere Bilder |
| 09191236 Teilobjekt zu: 09190199 | Dorfanger (Lage)        | Orgel        | | BW             |
| 09192532 Teilobjekt zu: 09190199 | Dorfanger (Lage)        | Glocke       | | BW             |
| 09191514                         | Dorfanger 20 (Lage)     | Stallgebäude | | weitere Bilder |
| 09191176                         | Görnseestraße 11 (Lage) | Wohnhaus     | 1908 errichtet, mit historischer Stuckfassade.                                                                                                 | Wohnhaus       |

### Krahne
| ID-Nr.                           | Lage                            | Bezeichnung                                                                                            | Beschreibung | Bild                                                                                                   |
| -------------------------------- | ------------------------------- | --- | --- | --- |
| 09190249 Wikidata                | Am Dorfanger (Lage)             | Dorfkirche                                                                                             | Die Dorfkirche wurde von 1764 bis 1773 erbaut, die Wetterfahne zeigt das Jahr 1767. Bei einem Brand im Jahre 1813 wurde die Kirche stark beschädigt, auch die Glocken wurden zerstört. Der Wiederaufbau erfolgte von 1821 bis 1824. Im Jahre 1904 kam es zu Umbau- und Erweiterungsarbeiten. Die Kirche hat einen kreuzförmigen Grundriss mit einem Satteldach. Der Turm ist aufgesetzt, dieser hat ein Zeltdach. Der Ostschluss hat drei Seiten und einen Anbau. Wesentliche Ausstattungsgegenstände sind aus dem Jahr 1904, die Glocken wurden 1921 gegossen.                                                                                         | weitere Bilder                                                                                         |
| 09191238 Teilobjekt zu: 09190249 | Am Dorfanger (Lage)             | Orgel                                                                                                  | | BW |
| 09192536 Teilobjekt zu: 09190249 | Am Dorfanger (Lage)             | Glocke                                                                                                 | | BW |
| 09190250                         | Am Dorfanger 2 (Lage)           | Pfarrhaus                                                                                              | | weitere Bilder                                                                                         |
| 09190657                         | Krahner Hauptstraße 7 (Lage)    | Gutsanlage mit Gutshaus, Stallgebäude auf dem Hof, Neue Scheune, Stallgebäude und Gutspark mit Grabmal | Die Gutsanlage war seit 1351 im Besitz der Familie von Rochow und wechselte innerhalb der Familie mehrfach den Besitzer (zunächst Haus Reckahn, später Haus Plessow). Ein Gut in Krahne wurde jedoch erst 1801 erwähnt, und im Jahr 1837 erhielt die Anlage den Status eines Ritterguts. Um 1858 zählte der Gutsbezirk 114 Einwohner (einschließlich des Gutspächters) sowie sechs Wohn- und elf Wirtschaftsgebäude. Mit der repräsentativen Erweiterung von 1901 übernahm Fritz von Rochow die Verwaltung und baute einige Gebäude neu auf. Die letzte Besitzerin war seine Tochter Emmy von Rochow, die im Zuge der Bodenreform 1946 enteignet wurde. | Gutsanlage mit Gutshaus, Stallgebäude auf dem Hof, Neue Scheune, Stallgebäude und Gutspark mit Grabmal |
| 09192027 Teilobjekt zu: 09190657 | Krahner Hauptstraße 7 (Lage)    | Gutshaus                                                                                               | Das Gutshaus wurde 1898 nach einem Brand neu errichtet und in den folgenden Jahren durch zwei Anbauten erweitert. Zudem hat sich eine ältere Kelleranlage erhalten, die auf einen barocken Vorgängerbau aus etwa 1700 zurückgeht. Seit 2016 wird das Gebäude als „Kunstgut Krahne“ denkmalgerecht saniert. Es beherbergt derzeit ein Atelier, Ausstellungs- und Veranstaltungsräume sowie Ferienwohnungen. | weitere Bilder                                                                                         |
| 09192028 Teilobjekt zu: 09190657 | Krahner Hauptstraße 7 (Lage)    | Scheune                                                                                                | Denkmalverlust! Die Fachwerkscheune wurde im selben Jahr wie das Gutshaus errichtet, jedoch in den Jahren 1998/1999 abgebrochen. Sie befand sich auf der nordwestlichen Seite des Hofes. | BW |
| 09192029 Teilobjekt zu: 09190657 | Krahner Hauptstraße 7 (Lage)    | Stall                                                                                                  | Der Stall in der Hofmitte, errichtet um 1898, besteht aus einem massiven Ziegelbau mit flachem Walmdach und erhaltenen Eisensprossenfenstern. | weitere Bilder                                                                                         |
| 09192030 Teilobjekt zu: 09190657 | Krahner Hauptstraße 7 (Lage)    | Scheune                                                                                                | Es handelt sich um die Neue Scheune, eine große Durchfahrtsscheune, errichtet in den 1920er Jahren, bestehend aus gelben Ziegeln und mit einem Walmdach versehen sowie schmalen Lüftungsschlitzen. | weitere Bilder                                                                                         |
| 09192031 Teilobjekt zu: 09190657 | Krahner Hauptstraße 6 a (Lage)  | Stall                                                                                                  | Ein langgestreckter Massivbau, um 1850 errichtet, besteht aus roten Ziegeln und Feldsteinen sowie einem Satteldach. Zwischen 1901 und 1915 wurde an der linken Seite ein Anbau aus gelben Ziegeln hinzugefügt. Von 2002 bis 2004 erfolgte schließlich der Umbau des Gebäudes zum Dorfgemeinschaftshaus mit Gaststätte. | weitere Bilder                                                                                         |
| 09192032 Teilobjekt zu: 09190657 | Krahner Hauptstraße 7 (Lage)    | Gutspark                                                                                               | Der ehemalige Gutspark liegt auf einer Hochebene hinter dem Gutshaus und ist frühestens seit 1839 nachweisbar. Zwischen 1900 und 1914 wurde er umgestaltet und nach Südwesten erweitert, ab 1930 wurden zusätzliche Bäume gepflanzt. Nach 1945 wurde der Park nicht weiter gepflegt und verwilderte. | weitere Bilder                                                                                         |
| 09192033 Teilobjekt zu: 09190657 | Krahner Hauptstraße 7 (Lage)    | Grabmal                                                                                                | Das Grabmal von Friedrich („Fritz“) Ludwig von Rochow-Plessow (1858-1914) wurde 1914 auf Wunsch seiner Tochter Ernestine Luise Emmy von Rochow-Plessow, verheiratete von Schierstädt (1885–1973), im Gutspark Krahne errichtet. Es besteht aus einem Steinkreuz, den Familienwappen der Rochows und Krosigks sowie einem Grabstein mit Inschrift. | weitere Bilder                                                                                         |
| 09191046                         | Krahner Hauptstraße 14 a (Lage) | Gehöft, bestehend aus Wohnhaus mit Stallgebäude                                                        | | weitere Bilder                                                                                         |
| 09192484 Teilobjekt zu: 09191046 | Krahner Hauptstraße 14 a (Lage) | Stall                                                                                                  | Eineinhalbgeschossiger Ziegelbau mit Satteldach. Der Stall steht parallel zum Wohnhaus und dient u.a. als Hofabschluss. | BW |

### Lehnin
| ID-Nr.                           | Lage                                              | Bezeichnung | Beschreibung | Bild                                                                                             |
| -------------------------------- | ------------------------------------------------- | --- | --- | ------------------------------------------------------------------------------------------------ |
| 09190619                         | Am Bahnhof (Lage)                                 | Bahnhofs- und Empfangsgebäude der Kleinbahnstrecke Lehnin-Groß Kreutz | Endstation der 1899 eingeweihten Nebenstrecke zwischen Groß Kreutz und Lehnin. | weitere Bilder                                                                                   |
| 09190263                         | Am Fischersberg 6 (Lage)                          | Revierförsterei Klosterheide mit Wohnhaus, Scheune und zwei Stallgebäuden | Wohnhaus mit Stall und Scheune 1757 errichtet, 1979 und 1993 modernisiert. | weitere Bilder                                                                                   |
| 09191807 Teilobjekt zu: 09190263 | Am Fischersberg 6 (Lage)                          | Wohnhaus | Eingeschossiger Ziegelbau mit Halbwalmdach. Erbaut im Jahr 1757 (Änderungsbauten 1979 und 1993). | Wohnhaus                                                                                         |
| 09191808 Teilobjekt zu: 09190263 | Am Fischersberg 6 (Lage)                          | Scheune | Eingeschossiger Fachwerk-Bau mit Satteldach, errichtet auf einem Feldstein-Sockel im Jahr 1833 (Inschrift). 29 Jahre später erfolgte eine Erweiterung. | Scheune                                                                                          |
| 09191809 Teilobjekt zu: 09190263 | Am Fischersberg 6 (Lage)                          | Stall | Eingeschossiger Bau mit Satteldach, links vom Wohnhaus liegend. | Stall                                                                                            |
| 09191810 Teilobjekt zu: 09190263 | Am Fischersberg 6 (Lage)                          | Stall | Das kleinere Stallgebäude mit Satteldach liegt im rechten Winkel zum großen Stall, links von diesem. | Stall                                                                                            |
| 09190687                         | Am Klostersee 11 (Lage)                           | Wohnhaus | Um 1900/10 erbauter villenartiger Bau am Klostersee, 2000/01 saniert. | Wohnhaus                                                                                         |
| 09190266                         | Bahnhofstraße / Kaltenhausen (Lage)               | Sowjetisches Ehrenmal | Ehemaliger Friedhof von Kaltenhausen. Das sowjetische Ehrenmal erinnert an 17 sowjetische Soldaten, die am Ende des Zweiten Weltkriegs im Raum Lehnin gefallen sind. Im Jahre 1971 wurde es eingeweiht. | weitere Bilder                                                                                   |
| 09191058                         | Bahnhofstraße 19 (Lage)                           | Wohnhaus mit Nebengebäuden | Denkmalverlust! Um das Jahr 2013 abgerissen. | BW                                                                                               |
| 09190741                         | Goethestraße 16-18 (Lage)                         | Diesterwegschule | 1914/15 nach einem Entwurf von Regierungsbaumeister Conrad Dammeier errichtet. Bis 1956 Volksschule, dann zehnklassige Zentral- und Mittelschule, 1980 Sonder- und Förderschule „F.A. Diesterweg“, jetzt Schulcampus Lehnin. | Diesterwegschule                                                                                 |
| 09190262                         | Hirsebergstraße 12 (Lage)                         | Wohnhaus | Um 1925 mit neobarocken Formen erbaut. | Wohnhaus                                                                                         |
| 09190260                         | Klosterkirchplatz 1-20, An der Reiherheide (Lage) | Klosteranlage Lehnin mit den Gebäuden des Zisterzienserklosters, des Amts und Stifts, den zugehörigen Freiflächen und Mauerzügen sowie dem Schwesternfriedhof und der darauf zuführenden Allee | | weitere Bilder                                                                                   |
| 09191786 Teilobjekt zu: 09190260 | Klosterkirchplatz 1-20, An der Reiherheide (Lage) | Klostermauer | Der Backstein-Bau datiert auf 1201/1251. | Klostermauer                                                                                     |
| 09191802 Teilobjekt zu: 09190260 | (Lage)                                            | Wachturm | Der Turm steht an der südwestlichsten Ecke der Klosteranlage. Datiert auf 1201/1250. | Wachturm                                                                                         |
| 09191426 Teilobjekt zu: 09190260 | Klosterkirchplatz (Lage)                          | Toranlage | Der Backstein-Bau befindet sich im östlichen Teil des Klostergeländes, im rechten Winkel zum Torkapellenhaus. Datiert auf 1301/1400. | Toranlage                                                                                        |
| 09191803 Teilobjekt zu: 09190260 | Klosterkirchplatz 15 (Lage)                       | Torhaus | Zweigeschossiger Backstein-Bau mit Satteldach. Er liegt nordwestlich der Klosterkirche. Datiert auf ca. 1300 (Änderungsbauten 1440 und 1924). | Torhaus                                                                                          |
| 09191804 Teilobjekt zu: 09190260 | Klosterkirchplatz (Lage)                          | Wohnhaus | Es handelt sich um die Torkapelle: Zweigeschossiger Backstein-Ziegelbau mit Satteldach. Datiert auf 1301/1400 (Änderungsbauten 1543 und Restaurierung nach Teilzerstörung 1982). Liegt im rechten Winkel zur Toranlage (im nordöstlichen Teil der Klosteranlage). | Wohnhaus                                                                                         |
| 09191787 Teilobjekt zu: 09190260 | Klosterkirchplatz (Lage)                          | Klosterkirche | Backstein-Bau mit Satteldach auf kreuzförmigem Grundriss. Datiert auf 1190/1213. | Klosterkirche                                                                                    |
| 09191805 Teilobjekt zu: 09190260 | (Lage)                                            | Orgel | Ein Instrument des Orgelbauers Alexander Schuke aus dem Jahr 1963. | BW                                                                                               |
| 09191788 Teilobjekt zu: 09190260 | Klosterkirchplatz 18 (Lage)                       | Klausur & Kreuzgang | Die Klausur setzt sich zusammen aus Luise-Henrietten-Stift und Cecilienhaus. Zweigeschossiger Backstein-Ziegelbau mit Satteldach. Datiert auf 1205/1220. Erfuhr eine Teilzerstörung in der Barockzeit. Es folgten Umbauten im 17., 18. und 20. Jahrhundert. | Klausur & Kreuzgang                                                                              |
| 09191789 Teilobjekt zu: 09190260 | Klosterkirchplatz (Lage)                          | Wohnhaus | Es handelt sich um das Königshaus. In seinem Ursprung Hospital (Siechenhaus) des Klosters und eines der ältesten im Norden Deutschlands. Im 19. und 20. Jh. unterlag es versch. Nutzungen. Heute finden Veranstaltungen und Tagungen darin statt. Zweigeschossiger Backstein-Bau mit Satteldach, nordwestlich des Falkonierhauses liegend. Datiert auf 1301/1400 / 1380.                                                       | Wohnhaus                                                                                         |
| 09191790 Teilobjekt zu: 09190260 | Klosterkirchplatz 2 (Lage)                        | Wohnhaus | Es handelt sich um das Falkonierhaus, bestehend aus zwei zweigeschossigen Gebäudeteilen mit Satteldach. Der südliche Gebäudeteil datiert auf 1451/1500, der nördliche ersetzte ein abgerissenes, ursprünglich schlankeres Gebäude in den Jahren 1893-1894. Das Falkonierhaus besaß sehr lange die Funktion eines Gästehauses und Schule. Südöstlich des Königshauses liegend.                                                  | Wohnhaus                                                                                         |
| 09191791 Teilobjekt zu: 09190260 | Klosterkirchplatz 20 (Lage)                       | Pfarrhaus | Ein- und zweigeschossiger Ziegelbau mit Satteldach auf L-förmigem Grundriss, schräg gegenüber dem Falkonierhaus (hinter dem Klostereingang linker Hand) liegend. Heute Pfarrhaus und Superintendentur (Sitz des Evangelischen Kirchenkreises Mittelmark-Brandenburg). Erbaut 1845-1846. | Pfarrhaus                                                                                        |
| 09191792 Teilobjekt zu: 09190260 | Klosterkirchplatz 4 (Lage)                        | Amtshaus | Zweigeschossiger Backstein-Ziegelbau mit Krüppelwalmdach in freistehender Lage, auf dem östlichen Teil des ehem. Wirtschaftshofes. Erbaut im Jahr 1696 (es folgten auch div. Änderungsbauten). | Amtshaus                                                                                         |
| 09191 Teilobjekt zu: 09190260    | Klosterkirchplatz 5 (Lage)                        | Wohnhaus | Es handelt sich um das ursprüngliche Backhaus, jetzt Katharinenhaus: Eingeschossiger Bau mit Satteldach. Datiert auf 1750/1800 (Änderungsbauten 1928). Befindet sich nordöstlich des Amtshauses. | Wohnhaus                                                                                         |
| 09191794 Teilobjekt zu: 09190260 | Klosterkirchplatz 13 (Lage)                       | Stiftsgebäude / Wohnhaus | Es handelt sich um das Elisabethhaus: In seinem Ursprung Wirtschaftsgebäude. Zweigeschossiger Backstein-Bau mit Satteldach. Datiert auf 1280/1300 und 1347 (im Jahr 1913 Umbauten für das Diakonissenstift). Am südlichen Rand des Wirtschaftshofes liegend. Das Elisabethhaus bildet, zusammen mit dem sich anschließenden Schulhaus & Rentmeisterhaus, einen schwach ausgeprägten Halbbogen um die Klosterkirche St. Marien. | Stiftsgebäude / Wohnhaus                                                                         |
| 09191795 Teilobjekt zu: 09190260 | Klosterkirchplatz 14 (Lage)                       | Schule | In seiner Ursprungsfunktion Pferdestall/Stall. Eingeschossiger Ziegelbau mit Satteldach, datiert auf ca. 1770. Setzt den Bau des Elisabethhauses westlich fort (Richtung Torhaus). | Schule                                                                                           |
| 09191796 Teilobjekt zu: 09190260 | Klosterkirchplatz (Lage)                          | Speicher & Scheune | Es handelt sich um das Kornhaus/Kornspeicher: Zweigeschossiger Backstein-Bau mit Satteldach. Erbaut im Jahr 1347 (im Laufe der Jahrhunderte div. Änderungsbauten). Im Nordosten der Kirche, unweit Klostertores, in der Südost-Ecke des Wirtschaftshofes liegend. | Speicher & Scheune                                                                               |
| 09191797 Teilobjekt zu: 09190260 | Klosterkirchplatz 14 (Lage)                       | Wohnhaus | Es handelt sich um das Rentmeisterhaus: Eingeschossiger Bau mit Satteldach, datiert auf ca. 1801/1820. Schließt westlich an das Schulhaus an, setzt den Bau in westlicher Richtung fort und stellt die Verbindung zum Torhaus/Torgebäude her (mit dem es auch im Innern verbunden ist). | Wohnhaus                                                                                         |
| 09191798 Teilobjekt zu: 09190260 | Klosterkirchplatz 9 a (Lage)                      | Wohnhaus | Es handelt sich um das Lindenhaus: Eingeschossiger Bau mit Satteldach. In den Jahren 1924 und 1925 als Meierhaus und Kutscherwohnung geführt. Datiert auf ca. 1801/1850 (Änderungsbauten im Jahr 2000). Im nordöstlichen Teil des Wirtschaftshofes liegend, zwischen Amtshaus und Katharinenhaus. | Wohnhaus                                                                                         |
| 09191799 Teilobjekt zu: 09190260 | (Lage)                                            | Garten & Freifläche & Parkanlage | Erstreckt sich über das gesamte Gelände in alle Himmelsrichtungen. Sie erfuhren div. Änderungsbauten im Laufe der Jahrhunderte. Datiert auf 1660/1670. | Garten & Freifläche & Parkanlage                                                                 |
| 09191800 Teilobjekt zu: 09190260 | Klosterkirchplatz 7 (Lage)                        | Baracke | Eingeschossiger Holzbau mit Satteldach aus dem Jahr 1943. Letztes erhaltenes und restauriertes Zeugnis eines größeren Baracken-Komplexes, der ursprünglich im „Dritten Reich“ für das „Reichsamt für Chemische Forschung“ errichtet wurde, danach als Krankenhaus und Altersheim (bis 1993). Am nördlichen Rand des Klostergeländes liegend.                                                                                   | Baracke                                                                                          |
| 09191801 Teilobjekt zu: 09190260 | Klosterkirchplatz 19 (Lage)                       | Wohnhaus | Es handelt sich um das Otto-Haus: Zweigeschossiger Bau mit Walmdach, datiert auf das Jahr 1901/1915. Der Grundriss zeichnet sich dadurch aus, dass er keine Symmetrie aufweist. Liegt zw. dem Klausur-Ost- und Südflügel und Pfarrhaus. Errichtet über einem ursprünglich dort stehenden eingeschossigen Wohnhaus aus dem frühen 19. Jh.                                                                                       | Wohnhaus                                                                                         |
| 09191481 Teilobjekt zu: 09190260 | An der Reiherheide (Lage)                         | Friedhof | Eine Allee verbindet den nordwestlich und außerhalb des Klostergeländes, unweit des Klostersees liegenden Schwesternfriedhof mit selbigem. Datiert auf das Jahr 1919. | Friedhof                                                                                         |
| 09190261                         | Kurfürstenstraße 22 (Lage)                        | Poststation, bestehend aus Hauptgebäude und Oberlaubenstall | Der Alte Krug, auch als Alte Poststation bezeichnet, ist das älteste Anwesen Lehnins außerhalb der Klostermauern. Das jetzige Gebäude wurde Ende des 18. Jahrhunderts errichtet, Sanierung ab 1992. Jetzt als Altenhof für betreutes Wohnen des Luise-Henrietten-Stifts genutzt. | Poststation, bestehend aus Hauptgebäude und Oberlaubenstall                                      |
| 09191806 Teilobjekt zu: 09190261 | Kurfürstenstraße 22 (Lage)                        | Stall | Es handelt sich um einen Oberlaubenstall: Ziegelbau mit Satteldach. Die Dachkonstruktion ist 1973 Flammen zum Opfer gefallen. Datiert auf 1876/1800 und 1801/1850. | Stall                                                                                            |
| 09190769                         | Kurfürstenstraße 27 (Lage)                        | Klostermühle, bestehend aus Wohnhaus, Mühlengebäude, Speicher, zwei Stallgebäuden und Gartenhaus                                                                                               | Durch das Zisterzienserkloster im 13. Jahrhundert zwischen Mühlenteich und Klostersee angelegt. 1662 als neue Schneidemühle und 1745 Wassermühle, 1962 stillgelegt. Rechts an das Wohnhaus anschließender 2-geschossiger Ziegelbau. | Klostermühle, bestehend aus Wohnhaus, Mühlengebäude, Speicher, zwei Stallgebäuden und Gartenhaus |
| 09192154 Teilobjekt zu: 09190769 | Kurfürstenstraße 27 (Lage)                        | Wohnhaus | Ein- und zweigeschossiger Bau mit Walmdach. Datiert auf 1801/1850 (Änderungsbauten 1851/1900). Auf der nördlichen Hofseite liegend. | BW                                                                                               |
| 09192155 Teilobjekt zu: 09190769 | Kurfürstenstraße 27 (Lage)                        | Mühlengebäude | Zweieinhalbgeschossiger Ziegel-Bau mit Satteldach (Pfettendach). Datiert auf 1896/1900 (Änderungsbauten 1970-1979). Auf der nördlichen Hofseite liegend. | BW                                                                                               |
| 09192156 Teilobjekt zu: 09190769 | Kurfürstenstraße 27 (Lage)                        | Speicher | Zweigeschossiger Ziegel-Fachwerk-Bau mit Satteldach. Datiert auf etwa 1900 (Änderungsbauten 1970-1979). Im Südosten des Hofes liegend. | BW                                                                                               |
| 09192157 Teilobjekt zu: 09190769 | Kurfürstenstraße 27 (Lage)                        | Stall | Eineinhalbgeschossiger Ziegel-Bau mit Satteldach. Datiert auf das Jahr 1880 (Inschrift). Im Süden des Hofes liegend. | Stall                                                                                            |
| 09192158 Teilobjekt zu: 09190769 | Kurfürstenstraße 27 (Lage)                        | Stall | Eineinhalbgeschossiger Ziegel-Bau mit Satteldach. Datiert auf das Jahr 1886 (Inschrift). Schließt den Hof nach Westen ab. | BW                                                                                               |
| 09192159 Teilobjekt zu: 09190769 | Kurfürstenstraße 27 (Lage)                        | Gartenhaus | Eingeschossiger Bau mit Satteldach. Datiert auf 1901/1915. Nördlich des Wohnhauses liegend. | BW                                                                                               |
| 09190705                         | Kurfürstenstraße 37 (Lage)                        | Hotel zur Post | Gasthaus zur Post, im späten 19. Jahrhundert erbaut, Sanierung 2008. Im baulichen Zustand überliefertes Gasthaus der Kaiserzeit. | weitere Bilder                                                                                   |
| 09191394 Teilobjekt zu: 09190705 | Kurfürstenstraße 37 (Lage)                        | Saalbau | Eingeschossiger Ziegelbau mit Satteldach. Datiert auf 1896/1900. | Saalbau                                                                                          |
| 09190892                         | Lindenstraße 22 (Lage)                            | Wohnhaus | 1929–1930 erbaut. Alle Seiten des Hauses unterschiedlich gestaltet, mächtiges Mansardendach. | Wohnhaus                                                                                         |
| 09191134                         | Potsdamer Straße 3 (Lage)                         | Försterei Mittelheide, bestehend aus Forsthaus und Scheune | Auf einer Waldlichtung 1895 als Wohnplatz des Gutsbezirks Forst Lehnin errichtet. | Försterei Mittelheide, bestehend aus Forsthaus und Scheune                                       |
| 09191135 Teilobjekt zu: 09191134 | Potsdamer Straße 3 (Lage)                         | Scheune | Ein mit einem Satteldach versehener Fachwerk-Bau mit Holzverschalung auf Feldstein-Sockel. Datiert auf 1893/1896. | Scheune                                                                                          |
| 09190265                         | Puschkinallee (Lage)                              | Gedenkstein für Willibald Alexis, am Haupteingang zum Friedhof | Der Initiator des Denkmals war Heimatschriftsteller Georg Eugen Kitzler, am 17. Mai 1914 wurde das Denkmal enthüllt. Es besteht aus Findlingen mit eingelassener Bronzeplakette des Dichters Willibald Alexis. Die Plakette wurde von Paul Matzdorf erstellt, Vorbild war ein Bild aus dem Jahr 1841. Im Jahr 1955 wurde das Denkmal neugestaltet, 2006 erfolgte eine Sanierung des Denkmals.                                  | weitere Bilder                                                                                   |
| 09190264                         | Puschkinstraße 2, 3 (Lage)                        | Doppelwohnhaus | Das Doppelwohnhaus wurde 1906 erbaut. Es ist ein eingeschossiger Bau mit einem Krüppelwalmdach. Auffällig sind die unterschiedlich gestalteten Zwerchhäuser, bei Zwerchhäuser zeigen Fachwerk. Das linke Zwerchhaus hat ein abgewalmtes Dach, das rechte Zwerchhaus ein Dreiecksgiebel. | Doppelwohnhaus                                                                                   |

### Meßdunk
| ID-Nr.   | Lage                    | Bezeichnung | Beschreibung | Bild       |
| -------- | ----------------------- | ----------- | --- | ---------- |
| 09191615 | Meßdunker Straße (Lage) | Dorfkirche  | Die jetzige Kirche wurde von 1867 bis 1868 erbaut, sie ersetzte einen Vorgängerbau. Es ist eine neuromanische Kirche, sie steht am nordöstlichen Ortsrand. Im Jahre 1963 wurde die Kirche von einem Blitzschlag beschädigt, anschließend verfiel die Kirche. Eigentlich sollte die Kirche 1980 abgerissen werden, sie wurde aber von 1990 bis 1993 instand gesetzt. Heute finden hier Veranstaltungen statt. | Dorfkirche |

### Michelsdorf
| ID-Nr.                           | Lage                   | Bezeichnung | Beschreibung | Bild           |
| -------------------------------- | ---------------------- | ----------- | --- | -------------- |
| 09190290                         | Alte Dorfstraße (Lage) | Dorfkirche  | Die romanische Feldsteinkirche wurde im Kern Ende des 12. Anfang des 13. Jahrhunderts erbaut. Der Saalbau besteht aus einem Schiff, einem eingezogenen Chor und einer kleinen Apsis. Der Westturm hat Schiffsbreite und überragt die Kirche nur unwesentlich. An der Südseite der Kirche befindet sich eine Priesterpforte. Im Inneren befindet sich Reste einer Ausmalung aus dem Jahr 1946, es zeigt zwei Engel. Der Altar wurde 1946 aus Sandsteinplatten erstellt. Die Orgel hat Gottlieb Heise aus Potsdam erbaut. Eine kleine Bronzeglocke wurde 1701 gegossen, eine große Glocke wurde 1962 aus Gussstahl gegossen. | weitere Bilder |
| 09191240 Teilobjekt zu: 09190290 | Alte Dorfstraße (Lage) | Orgel       | Ein Instrument des Potsdamer Orgelbauers Gottlieb Heise aus dem Jahr 1841. | BW             |
| 09192539 Teilobjekt zu: 09190290 | Alte Dorfstraße (Lage) | Glocke      | Sie stammt von Johann Jacob Schultz aus dem Jahr 1701. | BW             |

### Nahmitz
| ID-Nr.                           | Lage                                       | Bezeichnung                                                      | Beschreibung | Bild                                                             |
| -------------------------------- | ------------------------------------------ | ---------------------------------------------------------------- | --- | ---------------------------------------------------------------- |
| 09190297 Wikidata                | Dorfstraße, Alte Göhlsdorfer Straße (Lage) | Dorfkirche                                                       | Die Kirche wurde 1744 anstelle eines Vorgängerbaus errichtet. Eine Sanierung erfolgte von 1997 bis 2005. Die barocke Ausstattung einschließlich des Kanzelaltars ist erhalten. | weitere Bilder                                                   |
| 09191242 Teilobjekt zu: 09190297 | Dorfstraße, Alte Göhlsdorfer Straße (Lage) | Orgel                                                            | Es handelt sich um eine Schuke-Orgel aus dem Jahr 1911. | BW                                                               |
| 09192542 Teilobjekt zu: 09190297 | Dorfstraße, Alte Göhlsdorfer Straße (Lage) | Glocke                                                           | Die Bronze-Glocke stammt aus dem Jahr 1524. | BW                                                               |
| 09192543 Teilobjekt zu: 09190297 | Dorfstraße, Alte Göhlsdorfer Straße (Lage) | Glocke                                                           | Die Glocke aus Stahl stammt aus dem Jahr 1924. | BW                                                               |
| 09190998                         | Dorfstraße 31 (Lage)                       | Gasthof, bestehend aus Gasthaus mit Saalanbau, Stall und Scheune | Seit 1801 gibt es hier ein Gasthaus mit Saalanbau, Stall und Scheune, um 1886 war der Gasthof im Besitz von D. Schmidt. Der heutige Bau wurde um 1900 erbaut. Der linke Teil des Gebäudes ist ein eingeschossiger Bau mit sechs Achsen, die mitterlen Achsen bilden einen zweigeschossigen Mittelrisalit. Der rechte Teil ist ein eingeschossiger dreiachsiger Saalanbau, beide Gebäudeteile befinden sich unter einem Satteldach. Der Eingang befindet sich in der Rechten Achse des linken Bauteiles, vor dem Eingang befindet sich eine Freitreppe. | Gasthof, bestehend aus Gasthaus mit Saalanbau, Stall und Scheune |
| 09192419 Teilobjekt zu: 09190998 | Dorfstraße 31 ()                           | Saalbau                                                          | Dreigeschossiger Ziegelbau mit Satteldach. Datiert auf ca. 1900. | ein Bild hochladen                                               |
| 09192420 Teilobjekt zu: 09190998 | Dorfstraße 31 ()                           | Stall                                                            | Eineinhalbgeschossiger Ziegelbau mit Walmdach. Datiert auf ca. 1900. Auf der linken Seite liegend, zurückversetzt von der Straße. | ein Bild hochladen                                               |
| 09192421 Teilobjekt zu: 09190998 | Dorfstraße 31 ()                           | Scheune                                                          | Der Ziegelbau liegt auf der Rückseite des Hofes. Datiert auf das Jahr 1886 (Inschrift). | ein Bild hochladen                                               |

### Netzen
| ID-Nr.                           | Lage                                                                              | Bezeichnung                                                           | Beschreibung | Bild                                                                  |
| -------------------------------- | --------------------------------------------------------------------------------- | --------------------------------------------------------------------- | --- | --------------------------------------------------------------------- |
| 09191172                         | Am See 2 (Lage)                                                                   | Wohnhaus                                                              | Südlich des ehemaligen Ziegelei-Areals am Netzener See 1870 südlich der Ziegelei Grothe errichtet. Vermutlich Wohnhaus des Ziegeleibesitzers. Fassade mit spätklassizistischer Stuckgliederung                                                                                   | Wohnhaus                                                              |
| 09191274                         | Lehniner Chaussee 17 (Lage)                                                       | Gasthof                                                               | Spätes 19. Jahrhundert, gegliederte Putzfassade, links Wohnteil mit Gaststube und Vereinszimmer, rechts Saal, jetzt Leerstand | Gasthof                                                               |
| 09190833                         | Netzener Dorfstraße, Mühlendamm 1-10, Seestraße 1–4, Straße zum Kombinat 2 (Lage) | Dorfstraße mit Ziegelpflasterung                                      | Die Straße mit Ziegelpflaster von 1914 besteht aus hochkant im Sandbett verlegten gelblichen Ziegeln. Die Ziegel sind diagonal, in der Mitte zusammenstoßend, in Schalbenschwanzmuster verlegt.                                                                                  | Dorfstraße mit Ziegelpflasterung                                      |
| 09190300 Wikidata                | Netzener Dorfstraße (Lage)                                                        | Dorfkirche                                                            | Die bereits 1190 vorhandene Kirche wurde im Spätmittelalter durch einen Neubau ersetzt. Gotischer Backstein-Saalbau mit Westturm aus Mischmauerwerk. Im frühen 18. Jahrhundert Verlängerung nach Osten. In der Mitte der Südseite Spitzbogenportal und hochsitzende Rundblenden. | weitere Bilder                                                        |
| 09191243 Teilobjekt zu: 09190300 | (Lage)                                                                            | Orgel                                                                 | Es handelt sich um ein Instrument der Orgelbau-Firma Schuke. Datiert auf 1823 & 1907. | BW                                                                    |
| 09192544 Teilobjekt zu: 09190300 | (Lage)                                                                            | Glocke                                                                | Klangstahl-Glocke aus dem Jahr 1922. | BW                                                                    |
| 09191429                         | Netzener Dorfstraße 2 (Lage)                                                      | Stallgebäude des ehemaligen Dorfkruges                                | | weitere Bilder                                                        |
| 09190989                         | Netzener Dorfstraße 12 (Lage)                                                     | Pfarrgehöft, bestehend aus Pfarrhaus, linkem Stallgebäude und Scheune | 1893–1895 errichtet anstelle eines Vorgängerbaus aus Ziegelmauerwerk, links Stallgebäude, rückwärtig Einfahrts-Scheune | Pfarrgehöft, bestehend aus Pfarrhaus, linkem Stallgebäude und Scheune |
| 09192409 Teilobjekt zu: 09190989 | Netzener Dorfstraße 12 ()                                                         | Pfarrhaus                                                             | Eingeschossiger roter Ziegelbau mit Krüppelwalmdach. Erbaut in den Jahren 1893-1895. | ein Bild hochladen                                                    |
| 09192410 Teilobjekt zu: 09190989 | Netzener Dorfstraße 12 ()                                                         | Stall                                                                 | Eingeschossiger gelber Ziegelbau mit Satteldach. Datiert auf 1870/1900. Befindet sich auf der nördlichen Hofseite. | ein Bild hochladen                                                    |
| 09192411 Teilobjekt zu: 09190989 | Netzener Dorfstraße 12 ()                                                         | Scheune                                                               | Eingeschossiger gelber Ziegelbau mit Satteldach. Datiert auf 1870/1900. Den Hof nach hinten abschließend. | ein Bild hochladen                                                    |
| 09191173                         | Netzener Dorfstraße 15 (Lage)                                                     | Schulgehöft, bestehend aus Schulhaus und Nebengebäude                 | Am Ende der Dorfstraße 1855 errichtete Schule. Nach Inbetriebnahme der neuen Schule in der Schulstraße 1895 Lehrerwohnung. | Schulgehöft, bestehend aus Schulhaus und Nebengebäude                 |
| 09191174 Teilobjekt zu: 09191173 | Netzener Dorfstraße 15 ()                                                         | Stallscheune                                                          | Der eingeschossige Ziegelbau mit Satteldach liegt im rechten Winkel zum Schulhausgebäude. Datiert auf ca. 1900. | ein Bild hochladen                                                    |
| 09191430                         | Netzener Dorfstraße 19 (Lage)                                                     | Wirtschaftsgebäude eines Vierseithofs (zwei Stallgebäude und Scheune) | | weitere Bilder                                                        |
| 09191431 Teilobjekt zu: 09191430 | Netzener Dorfstraße 19 ()                                                         | Stall                                                                 | Zweigeschossiger gelber Ziegelbau mit Pultdach. Um 1900. | ein Bild hochladen                                                    |
| 09191432 Teilobjekt zu: 09191430 | Netzener Dorfstraße 19 ()                                                         | Scheune                                                               | Zweigeschossiger gelber Ziegelbau mit Pultdach auf L-förmigem Grundriss, an den (Pferde)Stall ansetzend. Um 1900. | ein Bild hochladen                                                    |

### Prützke
| ID-Nr.                           | Lage                              | Bezeichnung                                                    | Beschreibung | Bild                                                           |
| -------------------------------- | --------------------------------- | -------------------------------------------------------------- | --- | -------------------------------------------------------------- |
| 09190345 Wikidata                | Altes Dorf (Lage)                 | Dorfkirche                                                     | Die evangelische Kirche wurde 1747 erbaut. Die Ausstattung im Inneren ist ebenfalls aus dem 18. Jahrhundert.                                       | weitere Bilder                                                 |
| 09191 Teilobjekt zu: 09190345    | Altes Dorf (Lage)                 | Orgel                                                          | Schuke-Orgel aus dem Jahr 1957. | BW                                                             |
| 09192548 Teilobjekt zu: 09190345 | Altes Dorf (Lage)                 | Glocke                                                         | Die Bronze-Glocke stammt aus dem Jahr 1899. | BW                                                             |
| 09190346                         | Altes Dorf, Grebser Straße (Lage) | Gedenkstein für Ernst Thälmann, auf dem Vorplatz des Friedhofs | | Gedenkstein für Ernst Thälmann, auf dem Vorplatz des Friedhofs |
| 09191034                         | Altes Dorf 37 (Lage)              | Schulgehöft, bestehend aus Hauptgebäude und Stall              | 1900/01 errichtet, eingeschossiger roter Ziegelbau, ab etwa 1964 Arztpraxis, umgebaut. Südlich, auf dem Friedhof, befindet sich ein kleiner Stall. | Schulgehöft, bestehend aus Hauptgebäude und Stall              |
| 09192462 Teilobjekt zu: 09191034 | Altes Dorf 37 ()                  | Stall                                                          | Ziegelbau mit Satteldach. Südlich des Abbort-Häuschens mit Pultdach gelegen. Datiert auf 1801/1850.                                                | ein Bild hochladen                                             |

### Rädel
| ID-Nr.                           | Lage                 | Bezeichnung       | Beschreibung | Bild              |
| -------------------------------- | -------------------- | ----------------- | --- | ----------------- |
| 09190349                         | (Lage)               | Dorfkirche        | Die evangelische Kirche wurde im 18. Jahrhundert erbaut. In den Jahren 1912 bis 1913 wurde der Turm errichtet. Die Ausstattung im Inneren ist im neubarocken Stil gehalten. | weitere Bilder    |
| 09191247 Teilobjekt zu: 09190349 | (Lage)               | Orgel             | Schuke-Orgel aus dem Jahr 1912. | BW                |
| 09192549 Teilobjekt zu: 09190349 | (Lage)               | Glocke            | Die Bronze-Glocke datiert auf 1301/1400. | BW                |
| 09190677                         | Hauptstraße 3 (Lage) | Ziegelei-Ringofen | Der Ringofen wurde im dritten Drittel des 19. Jahrhunderts erbaut. 1905 wurde der Ofen erweitert. Er hatte dann 17. Kammern und konnte 250.000 Steine verarbeiten. Hergestellt wurden hier nur Hintermauerungsziegel, das Tonmaterial war für Verblendziegel zu schlecht. Im Jahre 1963 wurde der Ofen stillgelegt, er zerfiel und wurde 1980 zum Abriss freigegeben. Seit 1998 ist es ein technisches Denkmal. | Ziegelei-Ringofen |

### Reckahn
| ID-Nr.                           | Lage                                         | Bezeichnung                                                                 | Beschreibung | Bild               |
| -------------------------------- | -------------------------------------------- | --------------------------------------------------------------------------- | --- | ------------------ |
| 09190363                         | (Lage)                                       | Steinpyramide, auf dem Krähenberg nordöstlich des Ortes                     | Die Steinpyramide, bestehend aus locker geschichteten Findlingen, wurde 1790/91 von Friedrich Eberhard von Rochow zur Erinnerung an die Folgen des Reckahner Heerlagers von 1741 errichtet. Bereits 1760 hatte er an dieser Stelle eine Gedenktafel aufstellen lassen, die die Inschrift trug: „Zum Gedenken des großen Heerlagers unter Friedrich dem Großen zum unersetzten Schaden der umliegenden Güter von 29.247 Talern.“ 1907 wurde eine neue Bronzetafel angebracht, die jedoch 1921 gestohlen wurde. Später wurde erneut eine Tafel angebracht, die im Zweiten Weltkrieg verloren ging. Erst 1992 und später 2006 wurde die Pyramide durch die Bundeswehr restauriert und eine neue Holztafel angebracht. Auf der Rückseite befindet sich eine rote Gedenksteintafel zur Erinnerung an das Regiment Schwarze (Leib-)Husaren, das hier am 5. September 1741 aufgestellt wurde. | weitere Bilder     |
| 09190355                         | Reckahner Dorfstraße (Lage)                  | Dorfkirche                                                                  | Die Dorfkirche wurde im Jahre 1739 im barocken Stil erbaut. Die Ausstattung im Inneren ist aus der Bauzeit. | weitere Bilder     |
| 09191210 Teilobjekt zu: 09190355 | Reckahner Dorfstraße (Lage)                  | Orgel                                                                       | Es handelt sich um eine Schuke-Orgel aus dem Jahr 1937. | BW                 |
| 09191215 Teilobjekt zu: 09190355 | Reckahner Dorfstraße (Lage)                  | Glocke                                                                      | Datiert auf das Jahr 1923 (Inschrift). | BW                 |
| 09191216 Teilobjekt zu: 09190355 | Reckahner Dorfstraße (Lage)                  | Glocke                                                                      | Die Bronze-Glocke stammt aus dem Jahr 1453 (Inschrift). | BW                 |
| 09190362                         | Reckahner Dorfstraße (Lage)                  | Grabstätte Heinrich Julius Bruns, auf dem Kirchhof                          | Der Lehrer Heinrich Julius Bruns starb am 23. September 1794 in Reckahn. | weitere Bilder     |
| 09190358                         | Reckahner Dorfstraße (Lage)                  | Gutspark                                                                    | Der ehemalige Gutspark wurde zwischen 1726 und 1729 angelegt und im Laufe der Jahre stetig erweitert. Zu den Anlagen gehörten unter anderem ein Teichgraben, zwei Karpfenteiche, eine Orangerie, ein Lust- und Tiergarten, ein Aussichtsturm und eine weiße Holzbrücke. Nach einigen Umnutzungen und Veränderungen wurde der Park ab 1990 wiederhergestellt. | weitere Bilder     |
| 09191827 Teilobjekt zu: 09190358 | Reckahner Dorfstraße ()                      | Gedenkstein                                                                 | Stele im nordöstlichen Teil des Parks gelegen. Bewidmet Heinrich Julius Bruns. Datiert auf 1794. | ein Bild hochladen |
| 09191828 Teilobjekt zu: 09190358 | Reckahner Dorfstraße ()                      | Denkmal                                                                     | Sandstein, im Norden Parks gelegen. Bewidmet Friedrich Wilhelm Gotthilf Frosch. Datiert auf 1851. | ein Bild hochladen |
| 09190360                         | Reckahner Dorfstraße (Lage)                  | Erbbegräbnis von Rochow, im Gutspark                                        | | weitere Bilder     |
| 09191829 Teilobjekt zu: 09190360 | Reckahner Dorfstraße ()                      | Familienfriedhof / Erbbegräbnis                                             | Bewidmet der Familien von Rochow. | ein Bild hochladen |
| 09190361                         | Reckahner Dorfstraße / Krahner Straße (Lage) | Neuer Friedhof mit den Grabstätten der Familien von Rochow und von Olearius | Der Friedhof wurde zu Beginn des 19. Jahrhunderts angelegt. Es ist eine kleine Anlage mit einer Umrandung aus Feldstein. Hier befinden sich die Grabdenkmale von Friedrich Eberhard von Rochow und der Ehefrau Christiane Louise, geborene von Bose. Diese Grabmale befinden sich an der Ostseite des Friedhofes. Links davon befindet sich das Grabmal von dem Land- und Regierungsrat Caesar von Olearius und dessen Ehefrau Rosa, geborene von Hayn. Weiter ist hier der preußische Staatsminister Gustav Adolf Rochus von Rochow und dessen Ehefrau Caroline Luise Albertine, geborene von der Marwitz, beerdigt. | weitere Bilder     |
| 09191830 Teilobjekt zu: 09190361 | Reckahner Dorfstraße / Krahner Straße ()     | Grabanlage                                                                  | Bewidmet Friedrich Eberhard von Rochow & Christiane Louise von Rochow. Datiert auf 1805/1808. | ein Bild hochladen |
| 09191831 Teilobjekt zu: 09190361 | Reckahner Dorfstraße / Krahner Straße ()     | Grabanlage                                                                  | Bewidmet Gustav Adolf Rochus von Rochow & Caroline Luise Albertine von Rochow. Datiert auf 1847/1857. | ein Bild hochladen |
| 09191832 Teilobjekt zu: 09190361 | Reckahner Dorfstraße / Krahner Straße ()     | Grabanlage                                                                  | Bewidmet Caesar von Olearius & Rosa von Olearius. Um 1932. | ein Bild hochladen |
| 09190359                         | Reckahner Dorfstraße 23 (Lage)               | Schulhaus                                                                   | | weitere Bilder     |
| 09190356                         | Reckahner Dorfstraße 27 (Lage)               | Gutshaus (Schloss)                                                          | Das Schloss wurde 1726 bis 1730 erbaut. Es ist eine eingeschossige Anlage, errichtet in der Nachfolge von Schlüter. | weitere Bilder     |
| 09190357                         | Reckahner Dorfstraße 33-39 (ungerade) (Lage) | Altes Gutshaus (später Wirtschaftsgebäude)                                  | | weitere Bilder     |
| 09191826 Teilobjekt zu: 09190357 | Reckahner Dorfstraße 39 ()                   | Stall                                                                       | Ziegelbau mit Satteldach. Datiert auf ca. 1900. Den Hof nach Norden hin abschließend, westlich vom Alten Herrenhaus gelegen. | ein Bild hochladen |

### Rietz
| ID-Nr.                           | Lage                      | Bezeichnung | Beschreibung | Bild           |
| -------------------------------- | ------------------------- | ----------- | --- | -------------- |
| 09190370 Wikidata                | Rietzer Dorfstraße (Lage) | Dorfkirche  | Die Dorfkirche wurde zum Ende des 18. Jahrhunderts erbaut. Es ist ein Saalbau mit einem dreiseitigen Ostschluss und einen eingezogenen Westturm. Der Turm hat einen quadratischen Grundriss, der Unterbau geht auf einen Vorgängerbau aus dem 15. Jahrhundert zurück. Der Altar wurde 1956/1957 wurde eingebaut, der alte barocke Kanzelaltar wurde dabei entfernt. Die Taufe stammt ebenfalls aus den Jahren 1956/1957, die Taufschale wurde laut Inschrift 1700 gestiftet. Die zwei Glocken wurden 1918 gegossen. | weitere Bilder |
| 09192 Teilobjekt zu: 09190370    | Rietzer Dorfstraße (Lage) | Orgel       | Stammt vom Orgelbauer Carl Eduard Gesell aus den Jahren 1887-1888. Erlitt 1945 Kriegsschäden und wurde 1957 von der Firma Schuke restauriert. | BW             |
| 09192550 Teilobjekt zu: 09190370 | Rietzer Dorfstraße (Lage) | Glocke      | Stammt aus dem Jahr 1918. | BW             |

### Trechwitz
| ID-Nr.                           | Lage                             | Bezeichnung | Beschreibung | Bild           |
| -------------------------------- | -------------------------------- | ----------- | --- | -------------- |
| 09190431 Wikidata                | Von-Knobelsdorff-Straße 7 (Lage) | Dorfkirche  | Die evangelische Dorfkirche ist die ehemalige Patronatskirche der Familie Rochow. Die Kirche wurde im Jahre 1750 unter Verwendungen eines Vorgängerbaues erbaut. Die Ausstattung im Inneren ist aus dem 18. Jahrhundert. | weitere Bilder |
| 09191838 Teilobjekt zu: 09190431 | Von-Knobelsdorff-Straße 7 (Lage) | Taufengel   | | BW             |
| 09191248 Teilobjekt zu: 09190431 | Von-Knobelsdorff-Straße 7 (Lage) | Orgel       | Es handelt sich um eine Gottlieb-Heise-Orgel aus dem Jahr 1846. | BW             |
| 09192553 Teilobjekt zu: 09190431 | Von-Knobelsdorff-Straße 7 (Lage) | Glocke      | | BW             |